# Alexander Medvedev
Alexander Ivanovich Medvedev (em russo: Александр Иванович Медведев) (14 de agosto de 1955)  é o vice-presidente da empresa de energia russa Gazprom e o diretor-geral (CEO) da Gazexport; a filial de exportação da Gazprom.